# 猫耳

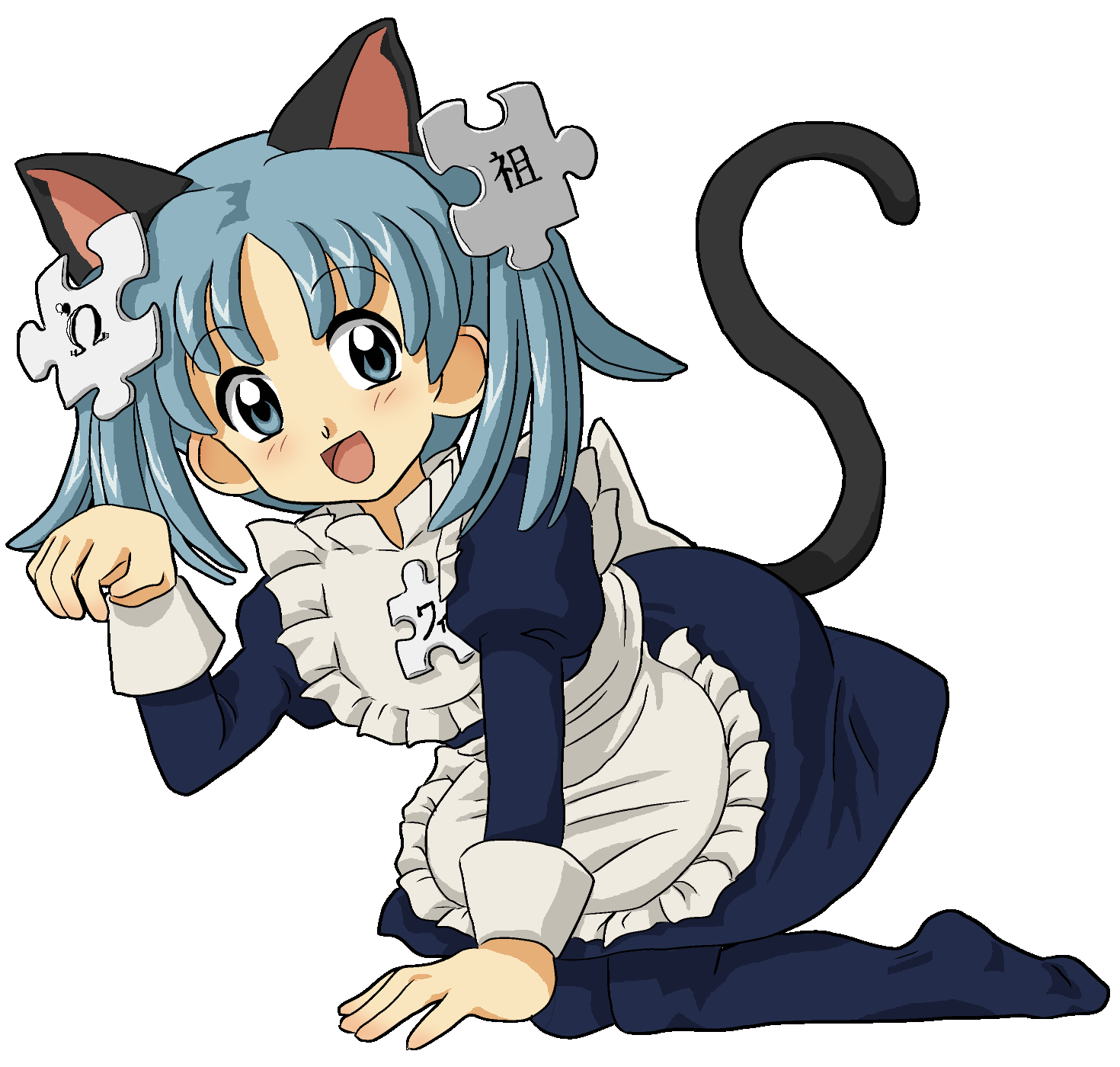
猫の耳と尾を持つウィキペたん

猫耳（ねこみみ）またはネコミミは猫の耳、あるいは猫の耳状のものを持つ人型のキャラクター。猫の耳のついた髪飾りあるいは演劇・コスプレのコスチュームの一種である。萌え要素のひとつ。 英語圏では女性は「cat girl」と言い、稀に登場する男性は「cat boyキャットボーイ」と言う。

## 分類
おおまかには、超自然的な存在として分類される使い魔、猫神および化け猫系統(『シャン・キャット』『黒い猫面』など)があり、猫を擬人化した擬人化猫系統(『綿の国星』、『ブリッコミミ』など)、亜人・宇宙人などの人間以外の異種族系統(『Wizardry 6』のフェルパー、ファイナルファンタジーXIのミスラなど)、ヒューマノイドに改造された猫系統(『人類補完機構』、『猫でごめん!』、『東京ミュウミュウ』など)。元人間が呪い・病気などで猫化した系統(『猫の恩返し』、『ネコミミデイズ』など)があり、それとは別に猫耳のアクセサリーや猫耳風の髪型をファッションとしている系統(『Dr.スランプ アラレちゃん』、『デ・ジ・キャラット』など)が見られる。

## 歴史

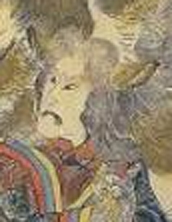
歌川国芳作、『独道中五十三次』岡崎

日本においては藤原定家の日記である『明月記』などの記述において、鎌倉時代には猫又や化け猫が確認されており、古くから大衆文化である神楽や狂言などには猫のキャラクターが登場している。仙台藩祖の伊達政宗が、側室の飯坂の局を「猫御前」と呼んだという挿話も有り、化猫遊女のように、江戸時代の遊郭の遊女が猫キャラクターとして描写されることもあった。江戸時代の文政10年（1827年）市村座で初演されている鶴屋南北の『独道中五十三次』にも化け猫は登場する。
愛猫家の浮世絵師として知られる歌川国芳は1835年に『独道中五十三次』の岡崎之図に、猫耳を持った女性（化け猫）の浮世絵を遺している。
日本の近代文学に残る最初の猫耳は、大正13年（1924年）に宮沢賢治が発表した『水仙月の四日』に登場する猫耳の雪婆んご（ゆきばんご）である。
宮沢賢治が猫耳作品を発表したのと相前後して、新東宝の社長で映画プロデューサーの大蔵貢が当時人気があった講談の佐賀化け猫騒動を多数映画化し、化け猫役を演じた入江たか子らが「化け猫女優」として人気を博したが、化け猫映画では猫耳は登場しておらず、女優の髪を逆立てるなどして猫を表現していた。
ますむらひろしは18歳当時(1971年)、東京という大都市への嫌悪感から、賢治のイーハトーブの世界観に刺激され、水俣病に狂い死ぬ猫をテレビで知り、猫たちの逆襲をテーマにした作品の着想を得、1973年に『霧にむせぶ街』としてデビューした。同年の12月ガロ誌に『母なる大地のこどもたち』で、高校時代の同級生を猫化した作品を発表。『ヨネザアド物語』（1975年）、『アタゴオルシリーズ』（1976年 - ）に見られる猫キャラによるパラレルワールドを展開した。
一般的に日本のコミックにおける最初の猫耳の少女を描いたとされているのが1978年から連載された『綿の国星』とされているが、一説では日本のコミックにおける最初の猫耳娘は1963年に手塚治虫の描いた『リボンの騎士』のヘケートとされている。
擬人化した猫で言えば、アイルランドの伝説に人語を喋る妖精・ケット・シーなどの例がある。また、映画『長靴をはいた猫』などでは人語を喋る猫が登場し、映画『銀河鉄道の夜』などでも擬人化した猫を登場させている。反対に、人間が猫化した物は、『猫の恩返し』などに見ることが出来る。
TV放送の世界では、遅くとも1968年の米国SFドラマ『スタートレック』第55話に登場する黒猫の姿をした異星人が人型に変身した際、頭部に猫耳を着けて登場した。同シリーズでは以降にもアニメ版、映画版等で惑星連邦の一員として猫を擬人化したヒューマノイド種族が登場した。
ミュージカルの世界で猫の世界をモチーフに採用したのは1981年から始まった、『キャッツ』シリーズである。この際登場人物のコスチュームの一部として猫耳が見られる。
1983年当時から登場し始めた猫少女同人誌について、同人誌評論家である米澤嘉博は、「（猫耳少女を）ひとつのジャンルを築いていけるかは疑問である」と述べていた程度であった。

## 萌え要素としての猫耳

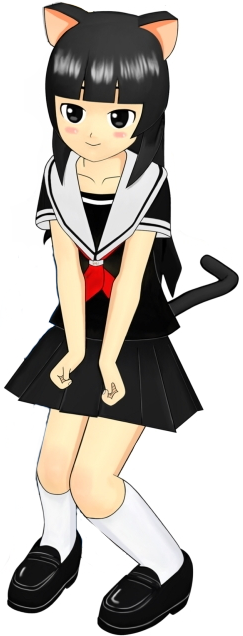
萌え要素として猫耳が与えられた商用萌えキャラクターの実例

### 漫画における猫耳キャラでの初出は何か
漫画文化での猫耳キャラの初出については、意見が分かれており、
- 1963年に手塚治虫の描いた『リボンの騎士』のヘケート[4]説[5]。ダ・ヴィンチニュースの記事は、日本では化け猫の影響で不気味でおどろおどろしいとされてきた獣耳に萌え要素を与えて普及させたのは手塚治虫の作品群であり、その原点はやはり『リボンの騎士』のヘケートの猫耳姿であろうとニコニコ大百科・ピクシブ百科事典を引用再編している[6]。

- 1978年の大島弓子の連載作品『綿の国星』の須和野チビ猫が日本最初の猫耳キャラクターであるという説[7]。

などがある。

### 猫耳キャラの普及
猫耳を含む獣耳が普及しやすいのは、ひとえに耳を描くだけで簡単にその動物の持つ特性を付与させることが出来るからである。
1980年代にはロリコンキャラがブームとなったが、そのきっかけは吾妻ひでお、大塚英志による『漫画ブリッコ』『プチ・アップルパイ』によるパイロット作品の影響が大きく、この二人が提供したSFのロリコン的な猫耳キャラクター作品群はその後の展開には無視できない要素とされている。また、家庭にファミコンが普及するとロールプレイングゲームが流行となったが、パーティーを組む場合の種族間のゲームバランスを取るために、「平均的」「力が強い」「賢い」そして「素早い」の四つの設定が多く、「平均的」は人間族、「力が強い」はドワーフ、「賢い」はエルフときて、「素早い」がネコ族に割り当てられ易かったため、猫耳キャラはゲームにも親和性が高かったとされている。その結果、元々猫耳なしで描写されていた猫関係のキャラまでも猫耳をつけるようになった。例えば、前出の飯坂の局も、近年の歴史ゲーム（Ameba 戦国サーガなど）では、猫耳少女「飯坂猫」として登場している。

### つけ猫耳・ファッションの猫耳について
前述のように、猫の耳を描くだけで人物に猫的な属性を加えることが可能となる。猫耳キャラクターの一般化に伴い、ただ単に若い女性に猫耳をつけただけのキャラクターが多くなっていった。そのため、猫耳装具を装着したキャラクターやデザイン上の都合で猫耳を付したキャラクターを狭義の猫耳とし、生の猫耳を有するキャラクターや猫耳の有無を問わず猫的性格を有するキャラクターを猫娘または猫少女と呼び、両者を区別する場合がある。
1990年代には、通常のキャラクターであるにもかかわらず、猫をかぶる時や甘えて不満をもらすときなどを表現するために、猫耳を書くという漫符表現が使われる作品が出はじめた（例：『月詠-MOON PHASE-』葉月など）。

## 現実での猫耳

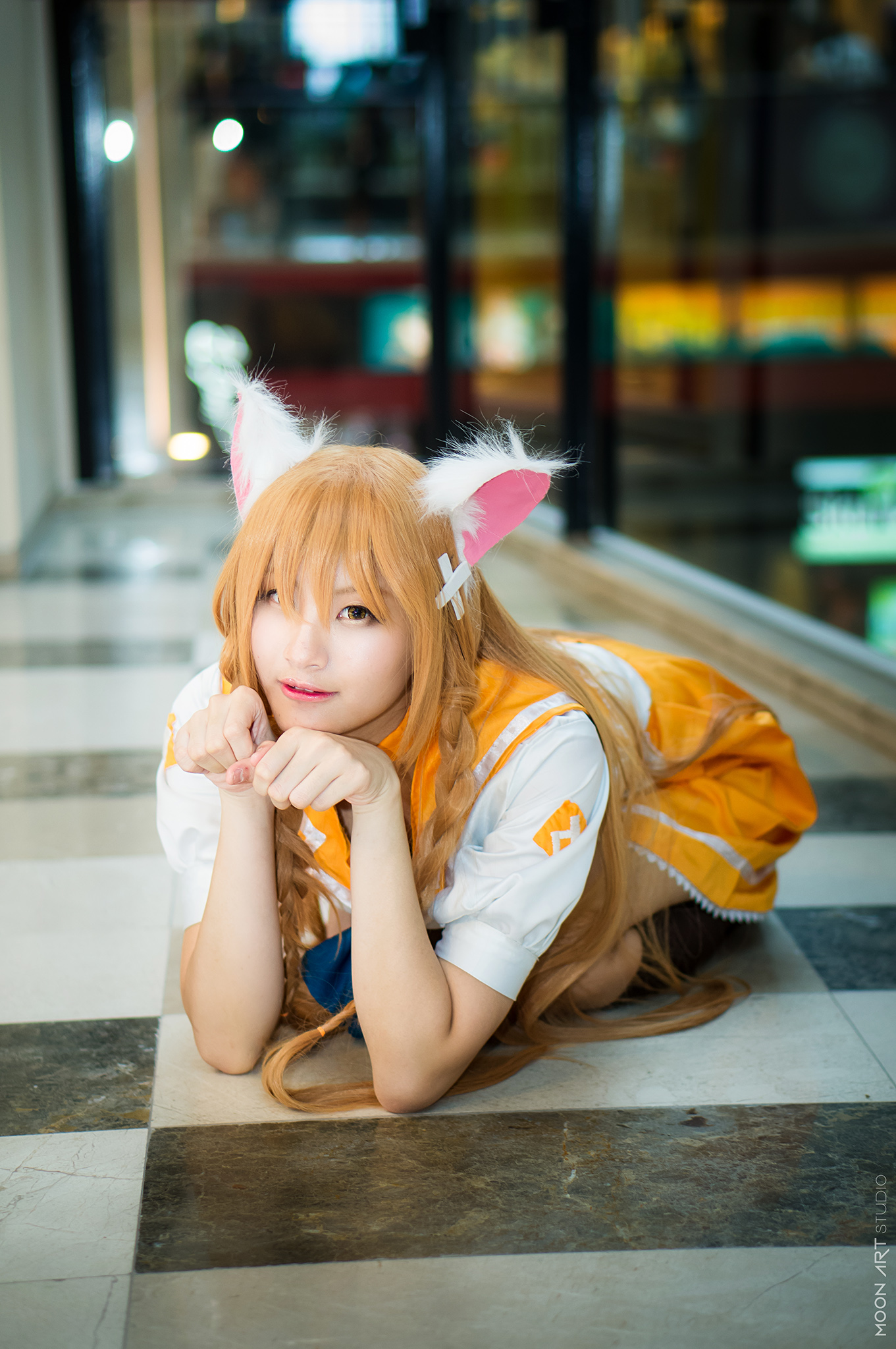
猫耳をつけた女性

現実において人が猫耳グッズを装着する場合は、仮装やコスプレとして扱われる場合が多いが、渋谷109には「ネコミミ付パーカー」を扱うギャルブランドがあり、赤ちゃん用の衣料にも帽子部分に猫耳・獣耳を付けたものが多くみられる。
女性らしく非常にかわいらしく, 非常にモエらしい特性上, ほとんどの猫耳は女性が使うが, まれに男性も使うことがある。

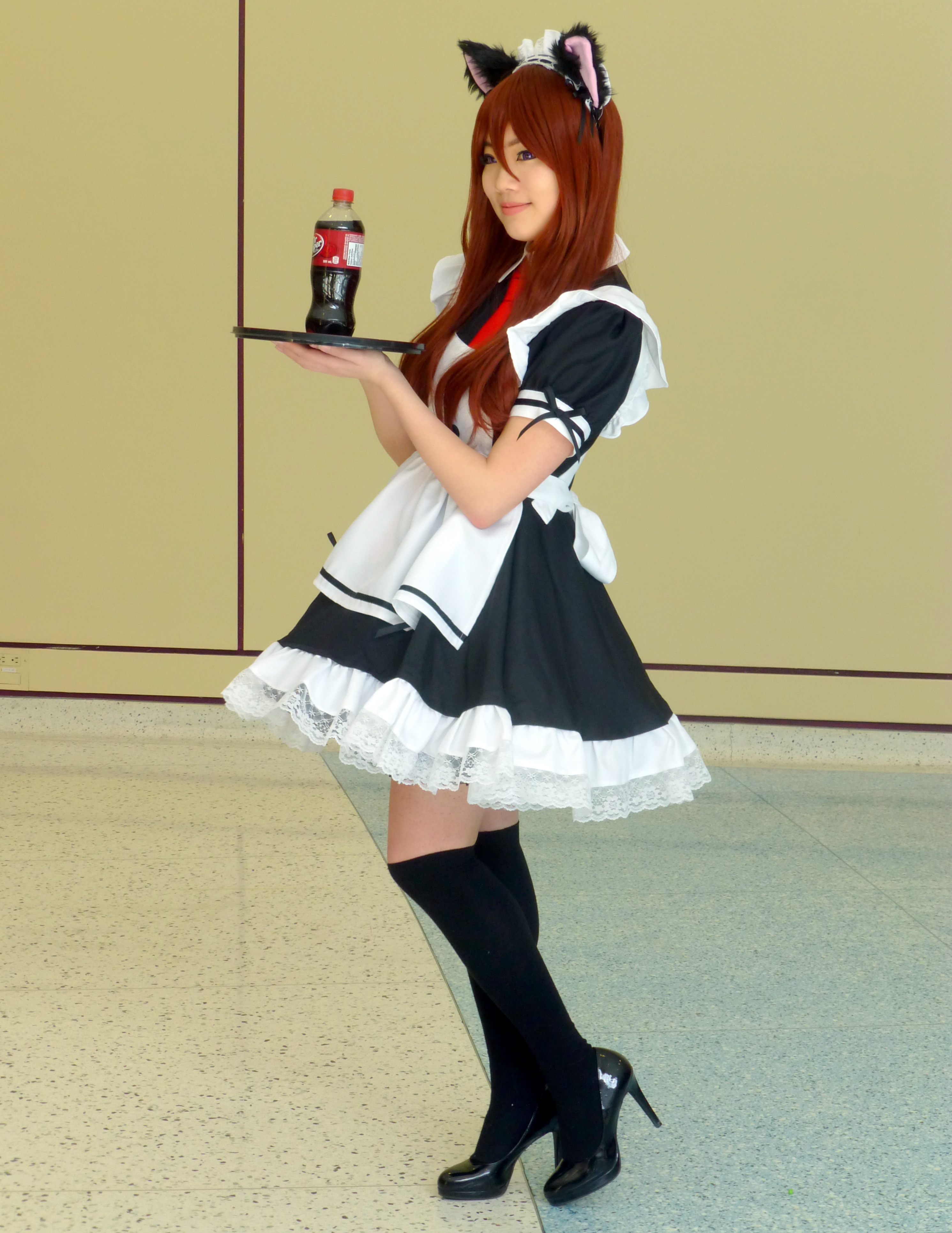
トロントコミックコン2015の牧瀬紅莉栖のコスプレイヤー

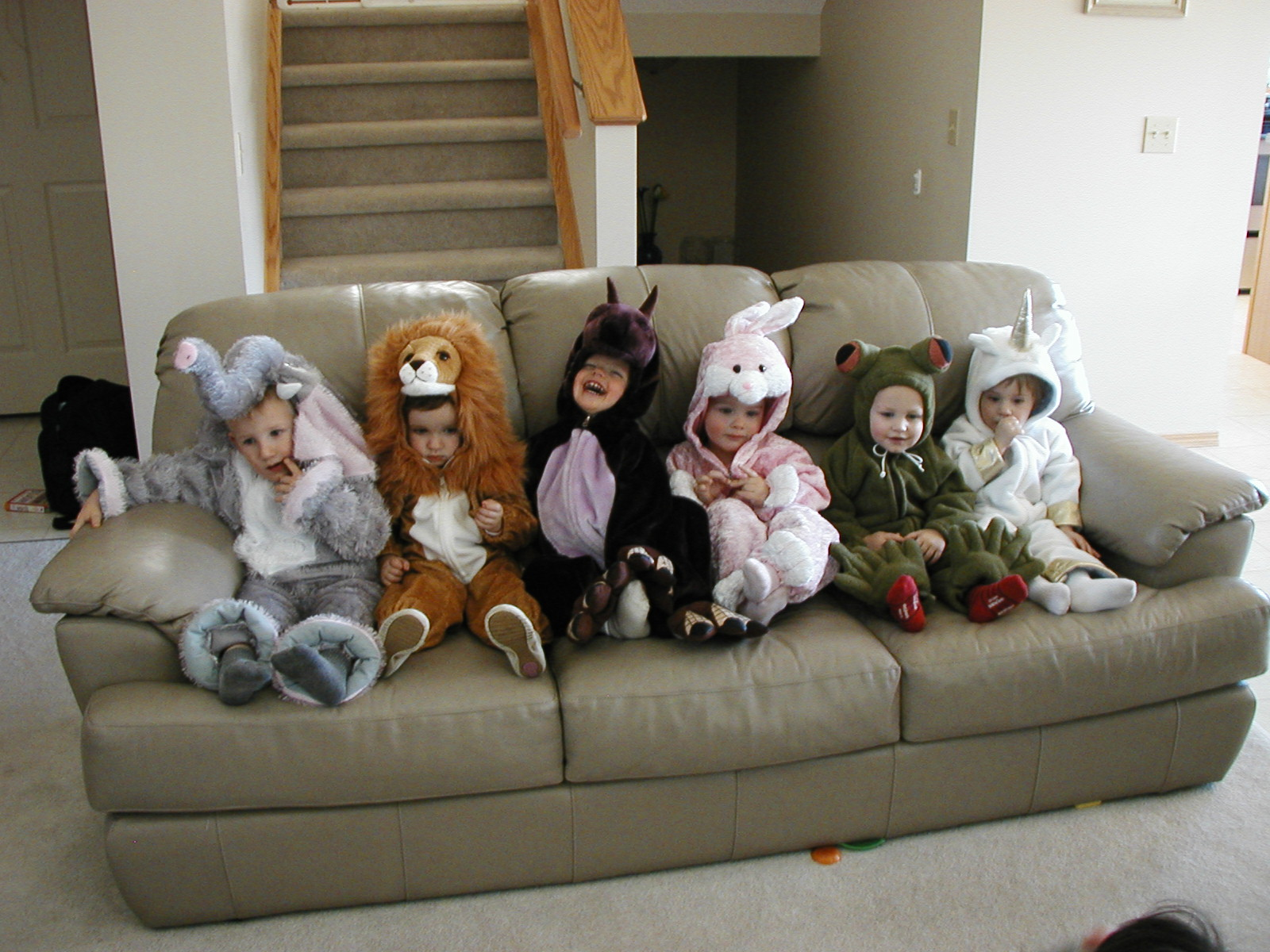
ハロウィンの仮装のちびっこたち

### ネコ耳ブーム
1980年前後にネコ耳を付けて街を歩く若者が増え社会現象とされていた。

### 脳波ネコミミ（公式名称：necomimi）
2012年4月より、脳波で動く猫耳型のウェアラブル型アクセサリー「necomimi」が市販されている。脳波や心電・心拍などの生体信号を用いたニューロスカイ（東京都中央区）が製品を開発し、プロダクト/サービスのプロジェクトチーム「Neurowear」とプロモーションを行い、メディアなどから多大な反響を得た。カチューシャに、脳波センサーとセンサーの信号に反応して動く猫耳が付いた製品で、着用者の脳波の種類に応じて動きが変わる。

### 猫耳ヘア
2010年代にはきゃりーぱみゅぱみゅの猫耳ヘアを起点として、猫耳ヘアでの通学が流行していった。

### 猫耳付の乗り物・建物
2005年6月に落成した東日本旅客鉄道（JR東日本）の新幹線用高速運転試験車であった(2009年9月7日に廃車)新幹線E954形電車・新幹線E955形電車には試験的に空力ブレーキが装備されており、その形状が猫耳を連想させたことから「猫耳付の新幹線」と呼ばれ、ファステックたんという擬人化キャラクターも描かれた。さらに2019年5月に落成した東日本旅客鉄道(JR東日本)の新幹線用高速運転試験車である新幹線E956形電車には猫耳形ではないが空力ブレーキが装備されている。ただし、現在営業運転されている新幹線の中で空力ブレーキを装備している車両はない。
両備グループでは貴志駅の猫の駅長たまにちなみ、貴志駅を猫耳つきの駅舎に改築したり、たまをモチーフにした猫耳付の電車（和歌山電鐵2270系電車・岡山電気軌道岡軌7000型電車）やバスを導入している。
また、横浜市営地下鉄の踊場駅は駅名が近隣に伝わる猫おどりの伝承に由来しており、駅舎にも猫耳のように三角屋根が設置されている。

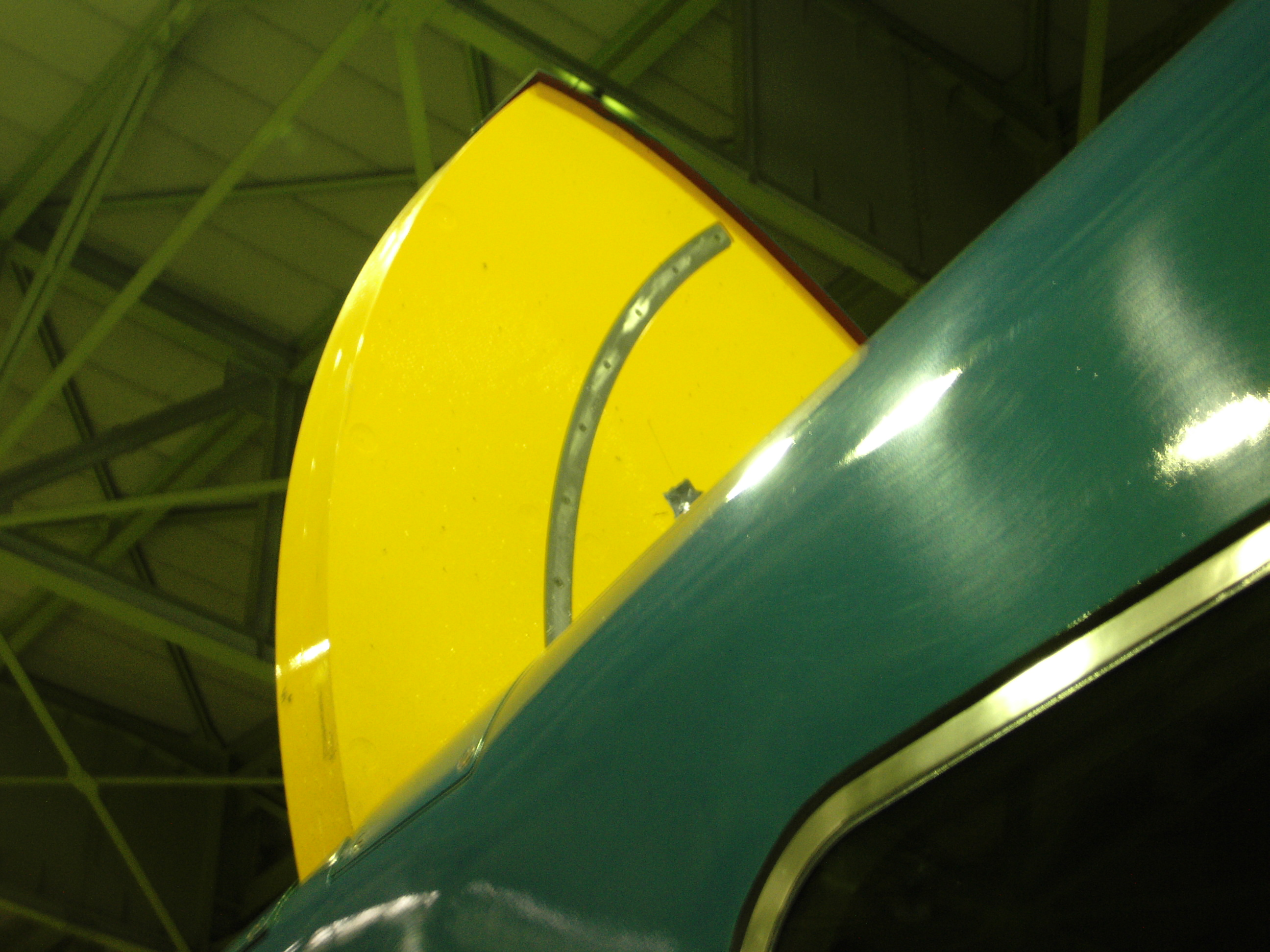
E954形 空力ブレーキが猫耳を連想
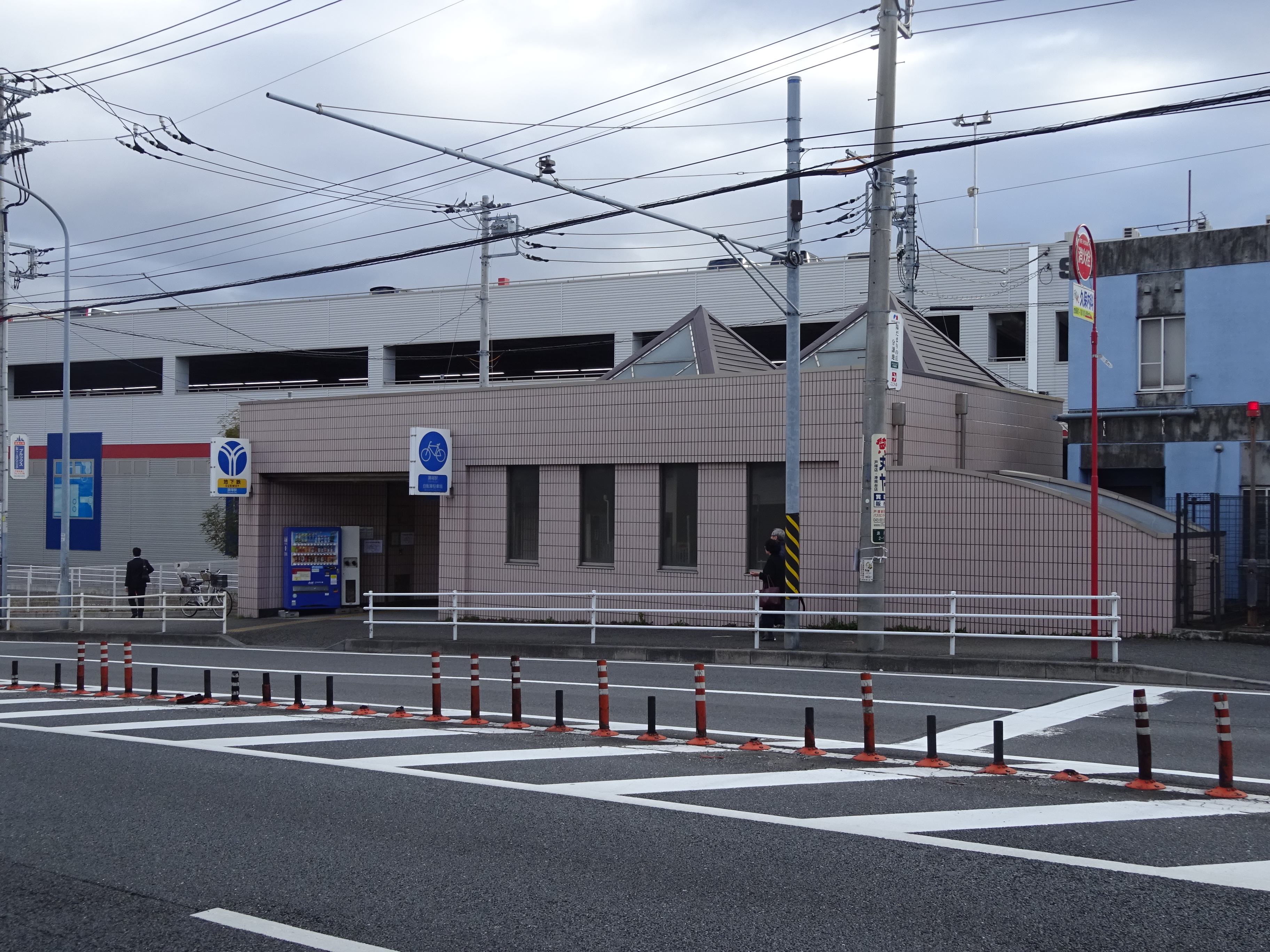
猫耳のような明かり窓が付いた踊場駅1番出口
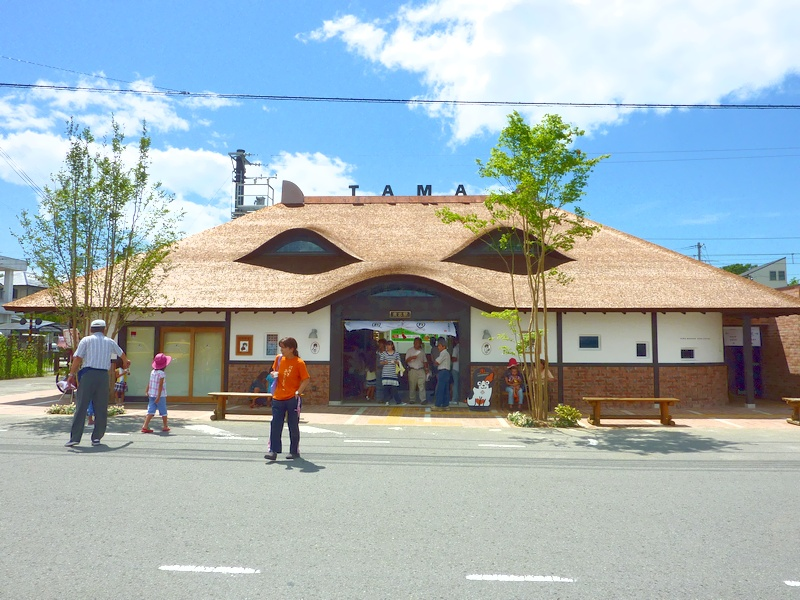
貴志駅駅舎 檜皮葺の屋根に猫耳付き
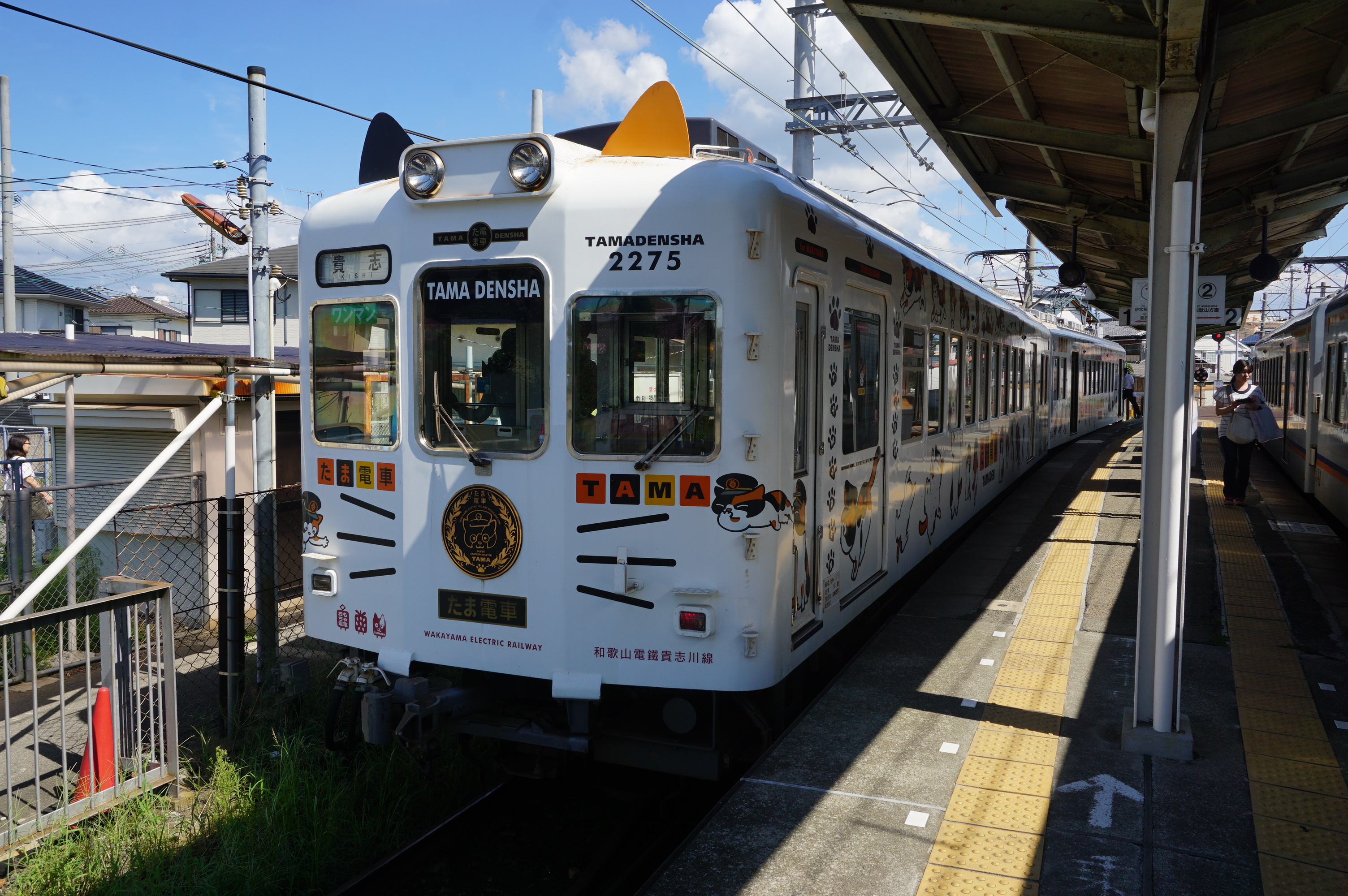
和歌山電鐵のたま電車 前面上に猫耳付き
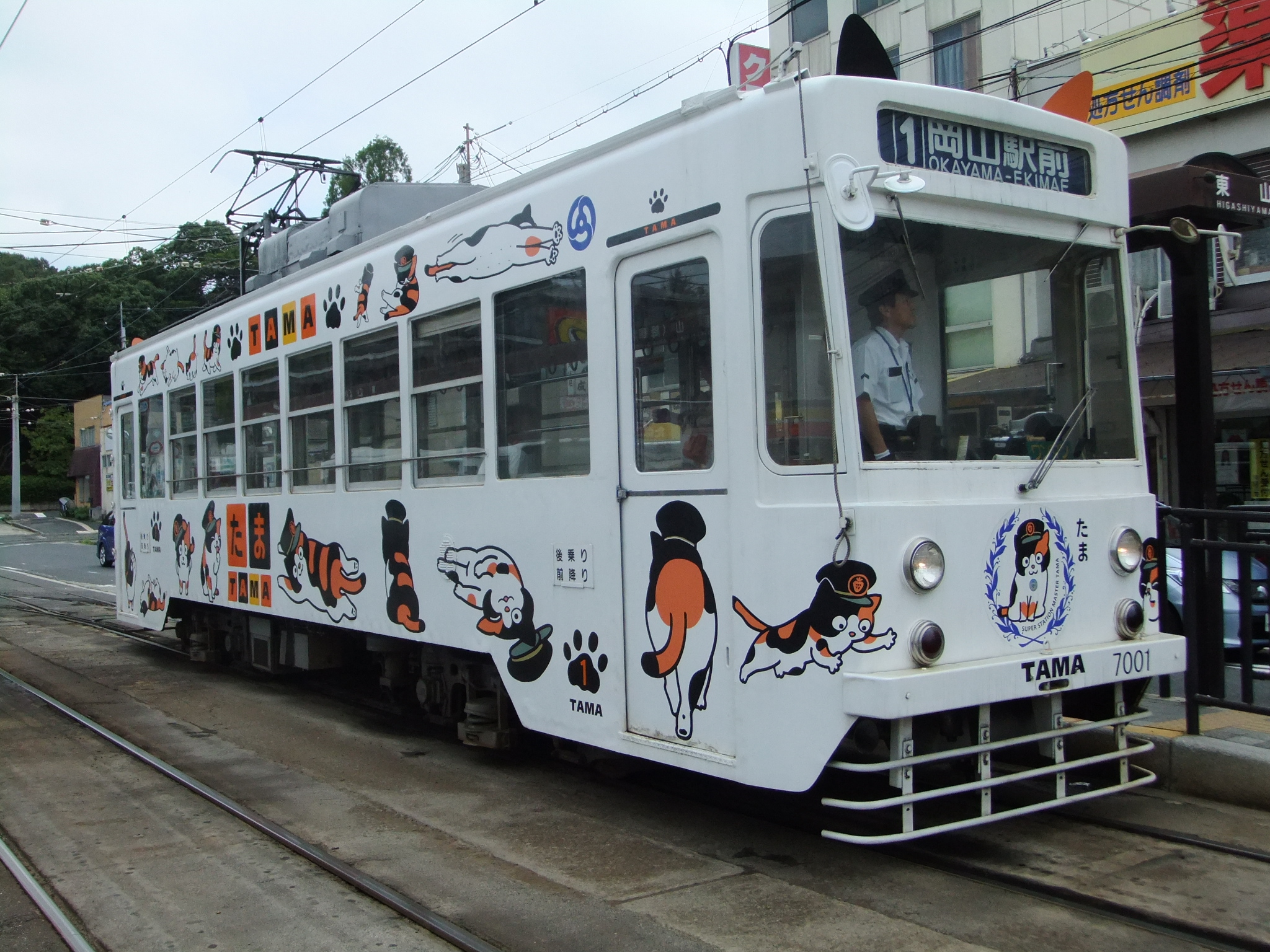
岡山電軌のたま電車 前面上に猫耳付き

## 題材作品

### 楽曲
- 『Neko Mimi Mode』

タイトル通り。

### コミック・アニメ・その他
- ねこ耳少女シリーズ
- レンタルきゅーと
- あにゃまる探偵 キルミンずぅ
- ぬこ耳団
- にゃんコン! ネコ耳ナース?キツネ巫女?